# 大关镇 (黔西市)
大关镇，是中华人民共和国贵州省毕节市黔西市下辖的一个乡镇级行政单位。

## 行政区划
大关镇下辖以下地区：
大关社区、桂箐社区、后寨村、文明村、前进村、锅仲村、梨树村、邱林村、前关村、民权村、银河村、金街村、七里村、桂箐村、关心村、井岗村、小街村、银龙村、常青村和桂花村。